# 400162 SAIT
400162 SAIT este o planetă minoră (asteroid), cu un diametru de 2,016 km, din centura de asteroizi. A fost descoperită pe 14 noiembrie 2006 la osservatorio astronomico della Montagna Pistoiese⁠(d) de  și a fost numită după Società Astronomica Italiana⁠(d). 
Obiectul prezintă o orbită caracterizată de o semiaxă mare de 2,6132793659782 UAi, o excentricitate de 0,20093897631644, o înclinație de 3,3480759543079 ° în raport cu ecliptica.